# Peter Bernauer
Peter Bernauer (* 10. September 1965) ist ein ehemaliger deutscher Fußballspieler. Er ist in Rickenbach, in Baden-Württemberg, aufgewachsen und spielte in seiner Jugend Fußball beim FC Bergalingen.
Während dreier Jahre, zwischen 1987 und 1991, spielte er für den FC Basel.